# 経済新生対策
経済新生対策（けいざいしんせいたいさく）とは1999年に内閣府によって行われていた経済政策である。目的というのは、日本経済にとって必要で避けることのできない経済構造の基本構造と、この根底の発想と概念を改めるということであった。当時はデフレスパイラルに陥りかねなかった経済状況を、大規模かつ迅速な経済政策によって脱却してきた。この結果、金融改革などといった構造改革が進むと同時に国家の経済というのは成長してきたものの、民間においての需要や雇用は厳しい状態であった。そのような時代において、経済新生対策というのは民間の不安を払拭しつつ、公需から民需への切り替えをはかり、国内経済を回復軌道に乗せるとともに、新たな考え方の確立や基盤の整備を行う契機を作ることを目的としていた。